# NGC 776
NGC 776 è una galassia a spirale barrata situata nella costellazione dell'Ariete, a una distanza di circa 224 milioni di anni luce dalla nostra Via Lattea.

## Scoperta
La galassia è stata scoperta il 2 dicembre 1861 dall'astronomo prussiano Heinrich d'Arrest.

## Descrizione
NGC 776 ha una classe di luminosità II e presenta una larga riga a 21 cm dell'idrogeno neutro.

## Supernova
Il 13 marzo 1999, all'interno di NGC 776 è stata scoperta la supernova SN 1999di dagli astronomi amatoriali statunitensi Tim Puckett e Alex Langoussis. La supernova è stata classificata di tipo Ib.

## Gruppo di IC 187
NGC 776 fa parte del Gruppo di IC 187. Il gruppo comprende almeno 14 galassie, tra cui NGC 765, NGC 776, IC 187 e IC 1764. Queste ultime quattro, assieme a UGC 1451 (identificata anche come 0155+2507 o CGCG 0155.6+2507), sono menzionate anche da Abraham Mahtessian nel suo articolo del 1998. Mahtessian denomina Gruppo di NGC 765 questo raggruppamento di cinque galassie.